# (5939) Toshimayeda
(5939) Toshimayeda (1981 EU8) – planetoida z pasa głównego asteroid okrążająca Słońce w ciągu 4,54 lat w średniej odległości 2,74 j.a. Odkryta 1 marca 1981 roku.